# Dichroplus silveiraguidoi
Dichroplus silveiraguidoi is een rechtvleugelig insect uit de familie veldsprinkhanen (Acrididae). De wetenschappelijke naam van deze soort is voor het eerst geldig gepubliceerd in 1956 door Liebermann.